# Ljubodrag Simonović
Ljubodrag Simonović , en serbio: Љубодраг Симоновић, (1 de enero de 1949, en Kraljevo, RFS Yugoslavia) fue un jugador de baloncesto serbio. Consiguió 3 medallas en competiciones internacionales con Yugoslavia.

## Trayectoria
- 1968-1976 Estrella Roja
- 1976-1978 GHP Bamberg